# Нерадово (Цехановський повіт)
Нерадово (пол. Nieradowo) — село в Польщі, у гміні Ґолимін-Осьродек Цехановського повіту Мазовецького воєводства.
Населення — 79 осіб (2011).
У 1975-1998 роках село належало до Цехановського воєводства.

## Демографія
Демографічна структура станом на 31 березня 2011 року:
|          | Загалом | Допрацездатний вік | Працездатний вік | Постпрацездатний вік |
| -------- | ------- | ------------------ | ---------------- | -------------------- |
| Чоловіки | 37      | 7                  | 23               | 7                    |
| Жінки    | 42      | 12                 | 18               | 12                   |
| Разом    | 79      | 19                 | 41               | 19                   |